# ویرا فارمیگا

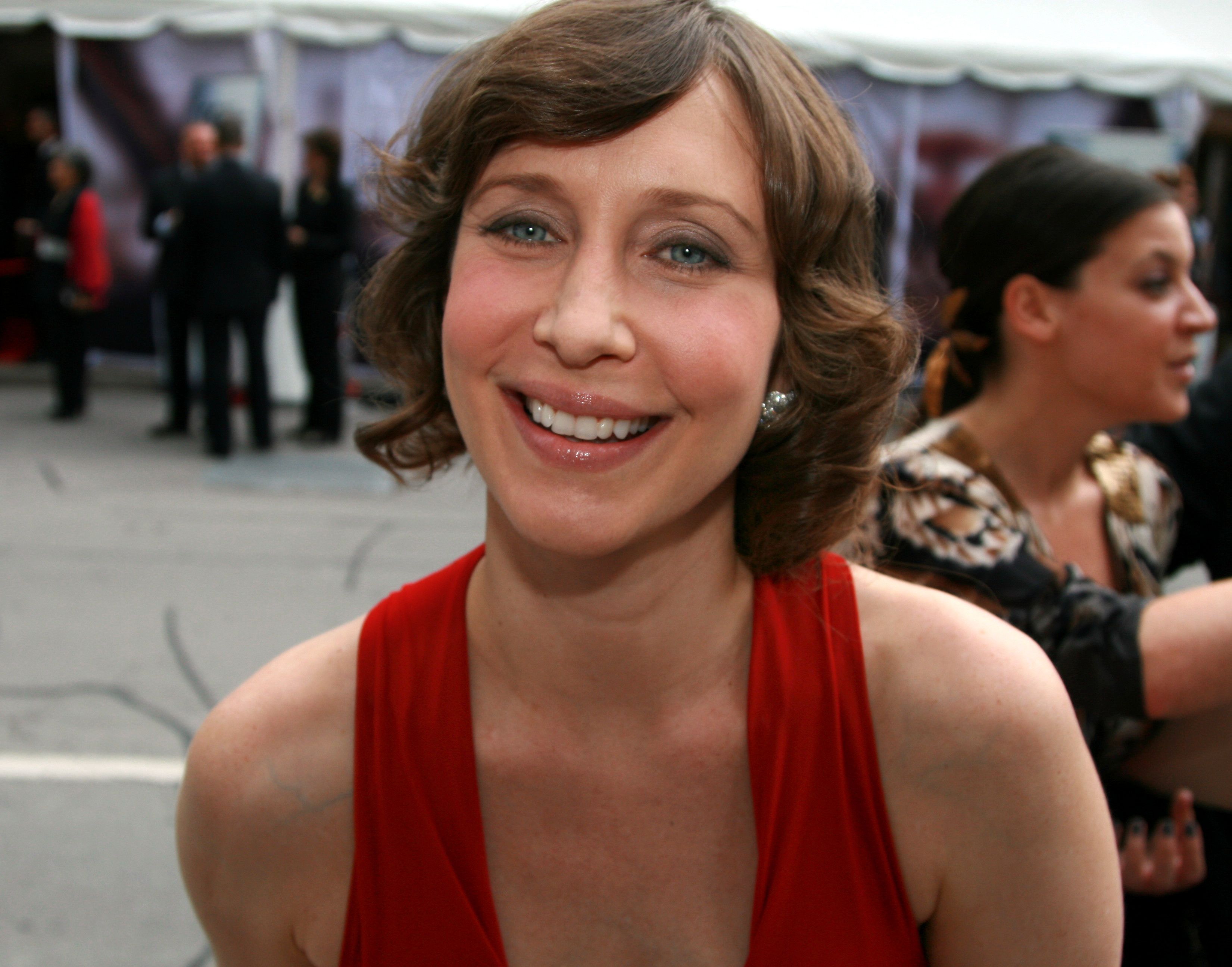
ویرا فارمیگا در جشنواره فیلم تورنتو ۲۰۰۸

ویرا آن فارمیگا (به انگلیسی: Vera Ann Farmiga) بازیگر آمریکایی است. از جمله فیلم‌های معروف او می‌توان به یتیم، رفتگان، پسری در پیژامه راه راه، بالا در آسمان و احضار اشاره‌کرد.

## شروع زندگی
او فرزند یک زوج مهاجر اوکراینی است که در نیوجرسی زندگی‌می‌کردند. پدرش میخایلو یک آنالیزور کامپیوتر بود و مادرش، لوبا، معلم مدرسه. وی تا ۶ سالگی انگلیسی نمی‌دانست و در یک مدرسه مذهبی اوکراینی ثبت‌نام کرد. او در سال ۱۹۹۱ از مدرسه رقص سنتی اوکراینی فارغ‌التحصیل‌شد. خواهر او بازیگر است و نامش تیسا فارمیگا است. همسرش رن هاکی نام دارد و موسیقیدان است.

## گزیدهٔ نقش آفرینی‌ها
- بازگشت به بهشت (۱۹۹۸)
- پاییز در نیویورک (۲۰۰۰)
- ۱۵ دقیقه  (۲۰۰۱)
- عشق در زمان پول داشتن (۲۰۰۲)
- فرشته‌های آرواره آهنین (۲۰۰۴)
- دویدن از ترس (۲۰۰۶)
- رفتگان (۲۰۰۶)
- پسری در پیژامه راه راه (۲۰۰۸)
- در ترانزیت (۲۰۰۸)
- یتیم (۲۰۰۹)
- بالا در آسمان (۲۰۰۹)
- جرم هنری (۲۰۱۰)
- منبع رمز (۲۰۱۱)
- خانه امن (۲۰۱۲)
- متل بیتس (مجموعه تلویزیونی) (۲۰۱۲)
- نزدیک‌تر به ماه (۲۰۱۳)
- احضار (۲۰۱۳)
- قاضی (۲۰۱۴)
- در میدلتون (۲۰۱۴)
- فرار (۲۰۱۶)
- احضار ۲ (۲۰۱۶)
- مسافر همیشگی (۲۰۱۷)
- رقیب پیشتاز (۲۰۱۸)
- پوست (۲۰۱۸)
- راهبه (۲۰۱۸)
- گودزیلا: سلطان هیولاها (۲۰۱۹)
- آنابل به خانه می‌آید (۲۰۱۹)
- احضار ۳ (۲۰۲۱)
- هاکای (۲۰۲۱)
- ازرا (۲۰۲۳)